# Cheng Yaodong
Cheng Yaodong (成耀東T, 成耀东S, Chéng YàodōngP; Shanghai, 6 giugno 1967) è un allenatore di calcio, ex giocatore di calcio a 5 ed ex calciatore cinese, di ruolo difensore.

## Carriera
Cheng ha disputato il FIFA Futsal World Championship 1996 in cui la nazionale cinese di calcio a 5 è stata eliminata nel girone del primo turno comprendente Paesi Bassi, Russia e Argentina.